# Will We Be Lovers
Will We Be Lovers is een nummer van de Schotse band Deacon Blue uit 1993. Het is de tweede single van hun vierde studioalbum Whatever You Say, Say Nothing.
Met dit nummer zet Deacon Blue het alternatieve geluid van de vorige single Your Town door. "Will We Be Lovers" werd een bescheiden hit in het Verenigd Koninkrijk, waar het de 31e positie haalde. In Nederland was het minder succesvol met een 15e positie in de Tipparade. Hiermee was het de laatste hitnotering voor Deacon Blue in Nederland.